# 黑洞 (2016年电影)
《黑洞》（英語：The Black Hole）是一部由马克·格罗夫执导的美国科幻电影，2016年12月2日上映。这部电影探讨了量子纠缠在现实世界中所造成的影响以及“爱因斯坦-波多尔斯基-罗森佯谬”的出現。